# (8043) Fukuhara
(8043) Fukuhara est un astéroïde de la ceinture principale.

## Description
(8043) Fukuhara est un astéroïde de la ceinture principale. Il fut découvert le 6 décembre 1994 à Ōizumi par Takao Kobayashi. Il présente une orbite caractérisée par un demi-grand axe de 2,33 UA, une excentricité de 0,10 et une inclinaison de 8,4° par rapport à l'écliptique.

## Compléments